# Bier in Italië

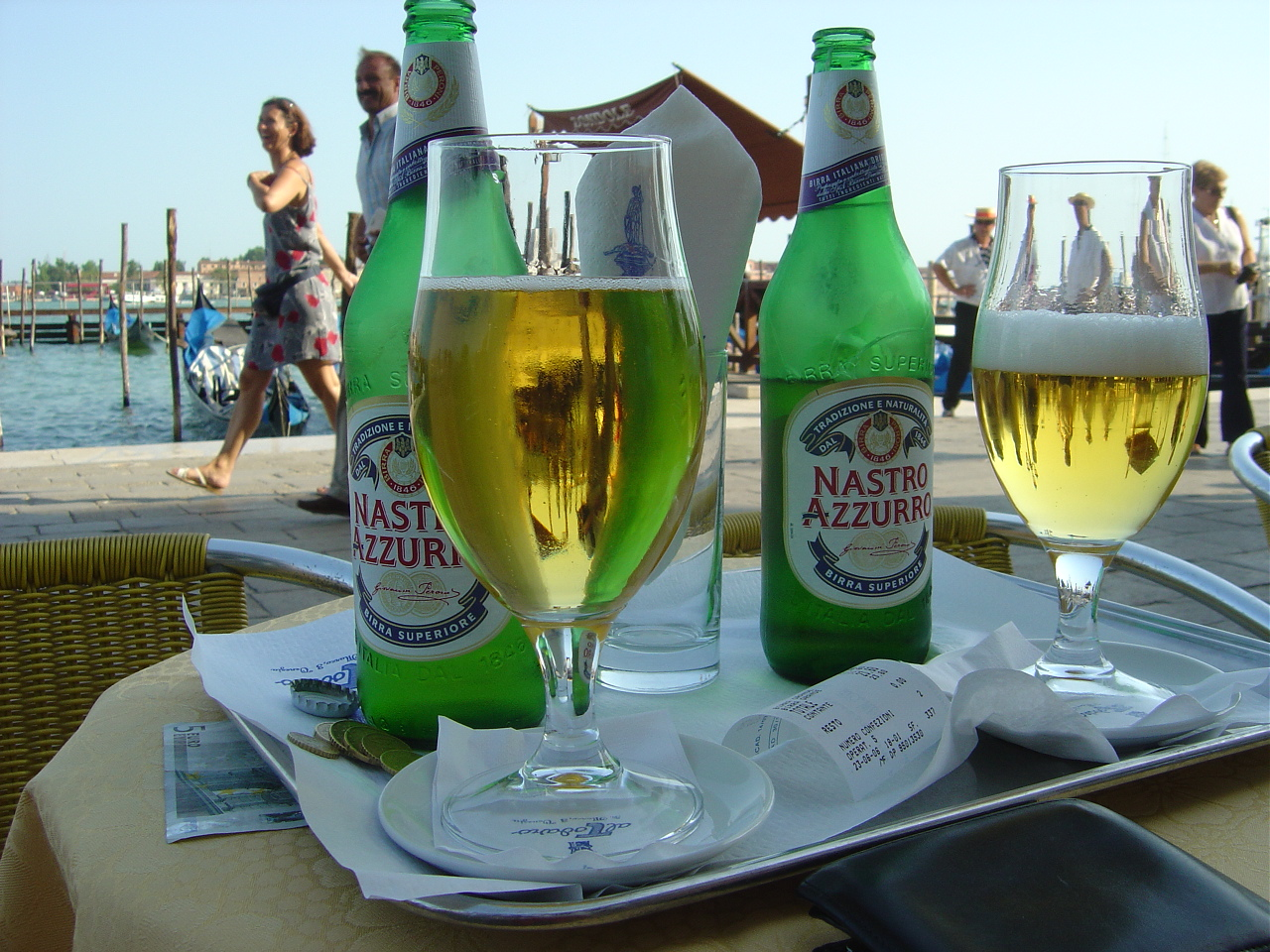
Nastro Azzurro van de Perroni brouwerij op een terras in Venetië

Hoewel een typisch wijnland, worden er ook vele soorten bier in Italië geproduceerd en geconsumeerd, veelal lichtere pilsners die goed gaan bij het klimaat.

## Geschiedenis
Het eerste volk op Italiaanse bodem dat bier drinkt, zijn de Etrusken. Zij dronken een licht alcoholische drank, gebaseerd op gefermenteerd rogge en tarwe, later met toevoeging van honing in het bereidingsproces.
Een paar eeuwen later echter zouden de Romeinen neerkijken op bier, dat ze als drank zagen van de barbaarse volkeren uit het noorden. Ze dronken zelf wijn en beschouwden dat als een superieure drank. Desalniettemin is een aantal Romeinse heersers gefascineerd geweest door bier. Keizer Augustus gaf hoog op van de therapeutische waarde van het bier tegen de leverpijnen die hij ondervond, en Agricola nam na zijn tijd in Britannia drie brouwers mee terug uit Glavum. Hij veranderde een ruimte in zijn huis in een ware kroeg met annex brouwerij. Desalniettemin is het drinken van bier voor de Romeinen verre van gebruikelijk.
Tijdens de Middeleeuwen neemt de consumptie van bier weer toe, versterkt door de aankomst van Duitse landsknechten op het schiereiland. Op dat moment wordt al het bier dat in Italië geconsumeerd nog geïmporteerd, tot in 1789 in het dan nog Italiaanse Nice de eerste brouwerij wordt geopend. In 1890 zijn het er al 140. De productie ontwikkelt zich vooral in het noorden, door de overvloed aan water en de aanwezigheid van de Oostenrijkers die hun ervaring met brouwen met zich mee brengen. De eerste inheemse Italiaanse bieren waren van hoge gisting. Deze werden met water gemengd om de smaak wat te temperen. Als de 19e eeuw ten einde loopt, zijn er nog eens 150 brouwerijen bij gekomen. Ook opent in Avezzano de eerste mouterij op Italiaanse bodem haar deuren.

## Biercultuur
Langzaamaan verliest bier de negatieve reputatie die het in Italië eigenlijk altijd heeft gehad. Werd bier voorheen alleen geconsumeerd tijdens het nuttigen van een pizza, tegenwoordig wordt de drank steeds meer buiten maaltijden om gebruikt, op terrassen en in bars. Vooral onder jongeren is de drank populair, hoewel zij liever geïmporteerd bier drinken omdat dat bier meer aanzien geniet en internationaler overkomt.

## Cijfers 2013
- Bierproductie: 13.256.000 hl
- Export: 1.889.000 hl (EU: 1.287.000, daarbuiten: 602.000)
- Import: 6.175.000 hl (EU: 5.958.000, daarbuiten: 217.000)
- Bierconsumptie: 17.504.000 hl
- Bierconsumptie per inwoner: 29 liter per jaar
- Actieve brouwerijen: 509[1]

## Brouwerijen
De volgende brouwerijen doen in Italië grootschalige productie van bier:
- Peroni, tegenwoordig eigendom van SABMiller, is de oudste nog bestaande brouwer van Italië (sinds 1846) met als belangrijkste product het Peroni bier. Deze brouwerij produceert bepaalde variëteiten uitsluitend voor de Britse markt die daar de reputatie hebben verfijnde bieren te zijn. In Italië zelf heeft dit bier de reputatie voor het volk te zijn. Naast het merk Peroni, produceert deze brouwer ook Nastro Azzurro, Wührer en Raffo.
- Heineken heeft in 1996 de brouwerij van Birra Moretti overgenomen. Heineken produceert in Italië ook Birra Ichnusa, Birra Messina, Dreher en het ambachtelijke bier Von Wunster.
- Brouwerij Forst is de grootste zelfstandig Italiaanse brouwer en produceert het gelijknamige bier.
- Birra Castello wordt gebrouwen in een in 1997 verzelfstandigde brouwerij van Heineken. In 2006 heeft het bedrijf een andere brouwerij van Heineken overgenomen, waar Birra Pedavena wordt gebrouwen.
- Drive Beer
- Birra Venezia werd in 1928 overgenomen door Birra Pedavena, maar produceert sinds 2008 weer zelfstandig.

Naast deze brouwerijen is er in Italië een grote vlucht aan microbrouwerijen sinds het begin van deze eeuw. Het bier van deze brouwerijen wordt wereldwijd geapprecieerd.

## Biertypes
De Italiaanse wetgeving maakt het volgende onderscheid tussen biertypes:
- Birra doppio malto ('dubbel malt'), meer dan 14,5 °P
- Birra speciale ('speciaal bier'), meer dan 12,5 °P
- Birra ('bier'), meer dan 10,5 °P en een alcoholpercentage hoger dan 3,5%
- Birra leggera o light ('licht' of 'light bier'), tussen 5 en 10,5 °P en een alcoholpercentage tussen 1,2% en 3,5%
- Birra analcolica, ('alcoholvrij bier'), tussen 3 en 8 °P en een alcoholpercentage lager dan 1,2%